# Niedźwiedziówka
Niedźwiedziówka – osada w Polsce położona w województwie pomorskim, w powiecie nowodworskim, w gminie Stegna na obszarze Żuław Wiślanych. Osada jest częścią składową sołectwa Dworek - Niedźwiedzica.
W latach 1975–1998 miejscowość administracyjnie należała do województwa elbląskiego.

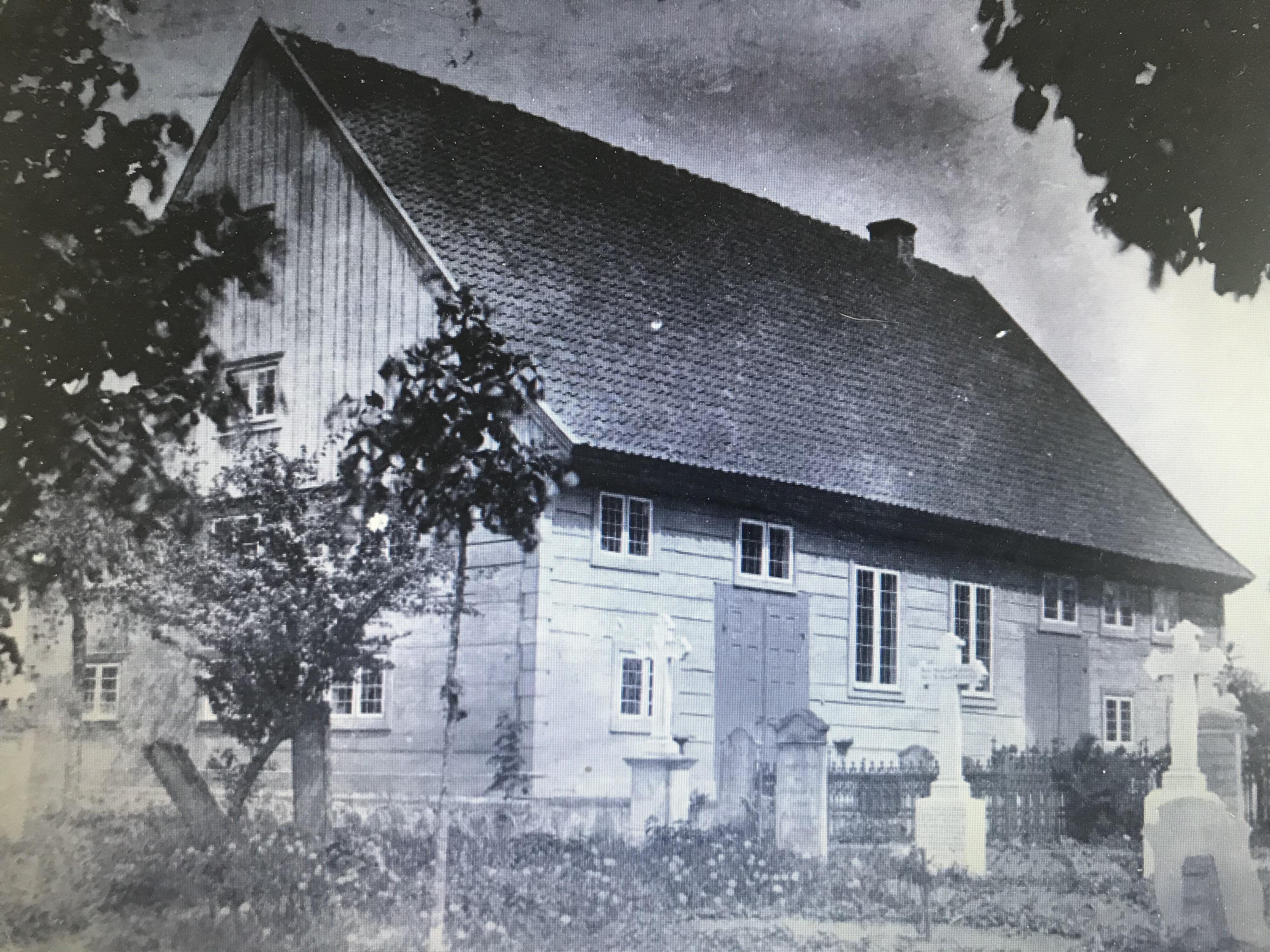
Spalony w 1990 mennonicki dom modlitwy w Niedźwiedziówce (fotografia z okresu międzywojennego)

W miejscowości znajdował się mennonicki dom modlitwy z 1768, spalony w 1990. Pozostałością po obecności wiernych tego wyznania jest cmentarz mennonicki z XVIII w. znajdujący się w północnej części miejscowości.